# Список керівників держав 430 року
Список керівників держав 429 року — 430 рік — Список керівників держав 431 року — Список керівників держав за роками

## Європа
- Арморика — герцог Градлон Великий (395–434)
- Британські острови:
  - Брінейх — король Гарбоніан ап Коель (420–460)
  - Дівед — король Тріфін Бородатий (421–455)
  - Думнонія — король Кономор ап Тутвал (425–435)
  - Ебрук — король Кенеу ап Коель(420–450)
  - плем'я піктів — король Дрест I (413–480)
  - Королівство Повіс — король Категірн (430–447)
  - Стратклайд(Альт Клуіт) — Керетік Землевласник (бл. 410 — бл. 440)
- плем'я бургундів — король Гундахар (413–436)
- Вестготське королівство — вождь Теодоріх I (419–451)
- Візантійська імперія — імператор Феодосій II (408–450)
- плем'я гепідів — король Ардаріх (420–460)
- Західна Римська імперія — імператор Валентиніан III (425–455) править за допомогою своєї матері імператриції Галла Плацидії (425–437)
- Імперія гунів — каган Октар (422–432)
- Ірландія — верховний король Лоегайре мак Нілл (428–458)
  - Коннахт — король Нат І мак Фіахрах (405–456)
  - Ленстер — король Брессал Белах МакФіахад Байхед (бл. 392–436)
  - Манстер — король Над Фройх (420–454)
- Салічні франки — король Хлодіон (428–447)
- плем'я свевів — король Хермеріх (409–438)
- Святий Престол — папа римський Целестін I (422–432)

## Азія
- Аль-Хіра (Династія Лахмідів) — цар Аль-Мундір I ібн ан-Ну'ман (418–462)
- Диньяваді (династія Сур'я) — раджа Сур'я Натха (418–459)
- Джабія (династія Гассанідів) — цар Джабала III ібн аль-Ну'ман (418–434)
- Жужанський каганат — каган Юйцзюлюй Уті (429–444)
- Іберійське царство — цар Арчіл I (411–435)
- Індія:
  - Царство Вакатаків — махараджа Праварасена II (400–440)
  - Імперія Гуптів — магараджа Кумарагупта I (415–455)
  - Держава Кадамба — цар Рагху (415–435)
  - Камарупа — цар  Кальянаварман (422–446)
  - Династія Паллавів  — махараджа Скандаварман III (400–436)
  - Раджарата — раджа Маханама (412–434)
- Кавказька Албанія — цар Асуаген (420–438)
- Китай (Південні та Північні династії)
  - Династія Західна Цінь — імператор Ціфу Мумо (428–431)
  - Лю Сун — імператор Лю Ілун (Вень-ді) (424–453)
  - Династія Північна Вей — імператор Тоба Тао (Тай У-ді) (424–452)
  - Династія Північна Лян — імператор Цзюйцюй Менсюнь (401–433)
  - Династія Північна Янь — імператор Фен Ба (409–430), його змінив імператор Фен Хун (430–436)
  - Ся — імператор Хелянь Дін (428–431)
  - Тогон — Муюн Мугуй (424–436)
- Царство Кінда — цар Акіль-аль-Мурар (425–458)
- Корея:
  - Кая (племінний союз) — ван Чхвіхий (421–451)
  - Когурьо — тхеван (король) Чансухо (413–491)
  - Пекче — король Пію (427–454)
  - Сілла — марипкан Нольджі (417–458)
- Паган — король Тіхтан (412–439)
- Персія:
  - Держава Сасанідів — шахіншах Бахрам V (421–439)
- Тарума (острів Ява) — цар Пурнаварман (395–434)
- Фунань (Бапном) — король Каундінья II (400–430), його змінив король Шрі Індраварман (430–440)
- Хим'яр — цар Абукариб Ас'ад (410–435)
- Чампа — князь Фан Янг Маі I (421–431)
- Японія — імператор Інґьо (411–453)

## Африка
- Аксумське царство — негус Ебана (бл.415 — бл.450)
- Королівство вандалів і аланів — король Гейзеріх (428–477)

## Північна Америка
- Цивілізація Майя:
  - місто Копан — цар К'ініч-Йаш-К'ук'-Мо (426–435)
  - місто Паленке — священний владика Кук Балам (397–435)
  - Теотіуакан — імператор Атлатлькавак (374–439)
  - місто Тікаль — цар Сіхях-Чан-К'авііль II (414–458)